# Ohraňovací lis
Ohraňovací lis je druh tvářecího stroje pro zpracování plechu. Ohraňovací lisy jsou převážně poháněny hydraulicky a vyznačují se vyššími lisovacími sílami a většími délkami lisovaných dílů. Využívají se na náročnější ohyby na které by ohýbačky již nestačily (například kratší ohyby, více ohybů za sebou nebo silnější tloušťka materiálu).

## Lisovací délka
Lisovací délka je průchod mezi bočnicemi ohraňovacího lisu, který je menší než maximální lisovací délka. V úvahu je však potřeba vzít průchod mezi bočnicemi ohraňovacího lisu, který je menší než maximální lisovací délka. V místech bočnic lisu je délka ohýbaného ramene omezena vyložením v bočnicích.